# Parafia Wniebowzięcia Najświętszej Maryi Panny w Łebie
Parafia Wniebowzięcia Najświętszej Maryi Panny w Łebie – jedna z dwóch rzymskokatolickich parafii w mieście Łeba. Należy do dekanatu Łeba diecezji pelplińskiej. Powołana 11 maja 1946 roku. Obsługiwana jest przez misjonarzy oblatów Maryi Niepokalanej. 
Mieści się przy ulicy Powstańców Warszawy. Do parafii należą wierni z Łeby mieszkający przy ulicach: Abrahama, Derdowskiego, Plac Dworcowy, Grunwaldzkiej, Kopernika, Kościelnej, Kościuszki, 11 Listopada, 1 Maja, Olszewskiego, Piekarskiej, Piwnej, Powstańców Warszawy, Sienkiewicza, Turystycznej, Wróblewskiego, Wybrzeże, Zielonej oraz z miejscowości Rąbka i Żarnowska.